# Топтыково (Московская область)
Топтыково — деревня в городском округе Кашира Московской области.

## География
Находится в южной части Московской области на расстоянии приблизительно 17 км на юг-юго-восток по прямой от железнодорожной станции Кашира.

## История
Известна с 1578 года как деревня помещиков, братьев Шестовых. Название деревни Топтыково именное, по фамилии крещеного татарина Таптыкова. Деревня принадлежала Топтыкову в 1624 году, позднее принадлежала многим владельцам. В 1768 году в деревне поставили деревянную церковь Николая Чудотворца, а в 1855 деревянную церковь во имя иконы Владимирской Божией Матери. В 1861 году 15 дворов, в 1917 — 38. В советское время работал колхоз «Светлый путь» и совхоз «Каменский». До 2015 года входила в состав сельского поселения Домнинского Каширского района.

## Население
Постоянное население составляло 169 человек (1861 год), 222 (1917), 10 человек в 2002 году (русские 100 %), 5 в 2010.